# 河南神学院
河南神学院是一所由中华人民共和国河南省基督教协会主办的神学高等院校，位于省会郑州市经济开发区。该校自1989年创校时的一年制「河南省基督教神學培訓中心」发展到三年制的“河南圣经专科学校”，再到现今的四年制本科高等院校，共培养畢業學生和結業进修人员近3000人，他们主要在河南各地教會服侍。

## 简史
1989年，河南省基督教两会在洛阳市兴隆街教会小院创建一年制的“河南省基督教神学培训中心”。仅有一个班，80名学生。
1993年，神学培训中心迁至省会郑州市北郊宋砦村。在基督徒杨姊妹家的宅基地上建起了620平方米的二层小楼办学，招收两个班130名学生，条件相当简陋。
1999 年学校在郑州市经济开发区征地15亩，动工建设新校园。

2000年7月，在多方的帮助和努力祷告下，神学院首期工程顺利竣工。包括教学楼、学生宿舍楼、教堂、餐厅，面积5894平方米，耗资近500万元。同年学校迁至新校区，学制改为二年，并面向全省招生，在校三个班200名学生。
2006年，神学院在许昌和焦作两地办了两个分院，学生各100名。同年还建起了教师公寓楼，教师可以从学生餐厅中搬出。

2010年，学校升格为“河南圣经专科学校”，属三年制大专院校。
2017年，学校升格为“河南神学院”，属于四年制本科院校。

## 现状
河南神学院的主要使命是培养爱国爱教，精通神学教义，深谙中华传统文化，品行兼优，并乐于从事河南教会事工的基督教合格人才。除了四年制本科课程外，学校还培训在职教牧人员。课程涵盖公共课和专业课，神学专业课包括系统神学、圣经神学、历史神学、实践神学等。自建校以来该院累计培养毕业和结业学生近3000人，他们主要在河南各地教会服侍。目前在校学生有260余人。

神学院现任院长是唐卫民牧师，专职教师16位，兼职教师10位。
神学院图书馆藏书方面，现有纸质版书籍约5万册， 电子版约5万册。
地址:
郑州市经济开发区航海东路商英街31号。 

## 外部連結
- http://www.hnjdj.org.cn/ （页面存档备份，存于） 河南基督教网
- https://www.ccctspm.org/ （页面存档备份，存于）  中国基督教网